# Énergie en Azerbaïdjan
Le secteur de l'énergie en Azerbaïdjan est dominé par le pétrole et de gaz naturel, l'industrie des hydrocarbures de ce pays faisant partie des plus anciennes du monde.

## Secteur pétrogazier amont
Selon l'expert pétrolier Francis Perrin, les hydrocarbures représentent en 2023 un peu moins de 50 % du PIB de l'Azerbaïdjan, un peu plus de 50 % de ses recettes budgétaires et un peu plus de 90 % de ses recettes d'exportation.

### Historique

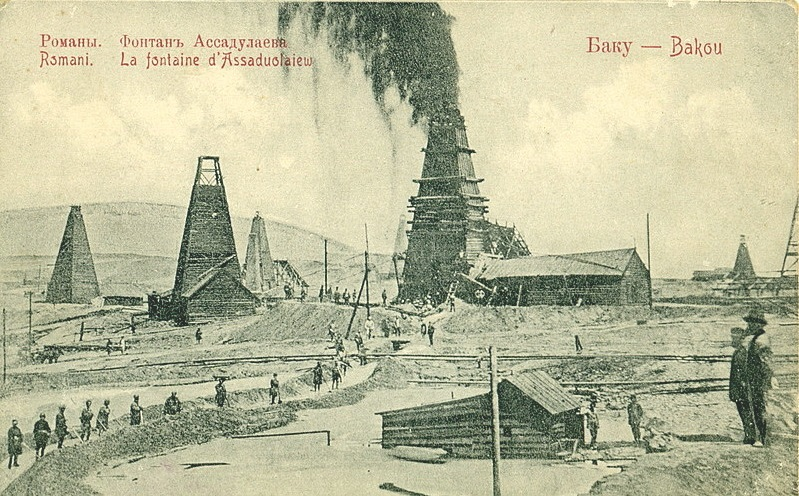
Exploitation de pétrole en Azerbaïdjan vers 1900.

La présence de pétrole est connue de longue date en Azerbaïdjan, notamment dans la péninsule Abşeron, où le pétrole affleure naturellement et est utilisé artisanalement depuis des siècles. L'exploitation industrielle est entamée par des pionniers américains en 1870. Le gisement de Balakhany-Sanbunchi, découvert en 1871 et estimé par l'ASPO à 2,5 milliards de barils, est l'un des tout premiers gisements géants connus dans le monde. Rapidement, l'exploitation se développe et la région de Bakou rivalise avec la production de Pennsylvanie. La production est en partie aux mains de Branobel, c'est-à-dire de la famille Nobel, qui achemine son pétrole en Suède à travers l'Empire russe. La famille Rothschild développe plus tard d'autres gisements, et exporte sa propre production via le port de Batoumi sur la mer Noire.
En 1885, la Russie exporte déjà 10 millions de tonnes de pétrole vers l'Europe, provenant des gisements autour de Bakou.
Par la suite, à l'intérieur de l'URSS, la production de l'Azerbaïdjan est éclipsée par les nouvelles régions productrices de Volga-Oural puis de Sibérie orientale, qui de façon significative, ont été surnommées respectivement « deuxième Bakou » et « troisième Bakou. »

### Gisements offshore
Le gisement géant d'Azeri-Chirag-Guneshli, découvert en 1985, à l'époque soviétique, affiche des réserves initiales de l'ordre de 5 à 6 milliards de barils. après l'indépendance, le pays voit en ce gisement l'opportunité de redevenir un grand exportateur de pétrole. Dans le cadre de ce que le milieu pétrolier a appelé le contrat du siècle, son exploitation est confiée en 1944. à un consortium de nombreuses compagnies pétrolières menées par British Petroleum. À la suite de l'accord, les travaux de mise en production démarrent et les premiers barils sortent en 1997. Le gisement est graduellement développé, et sa production dépasse 800 000 barils/jour en 2009 et 2010, représentant alors les trois quarts de celle du pays. Dans les années 2000, portée par cette production pétrolière, le pays affiche une croissance économique pulvérisant tous les records, son PIB croît d'un facteur 16 en 10 ans. Mais la production a commencé à décliner sérieusement à partir de 2011.
Le contrat est supposé expirer en 2024, mais des négociations sont déjà en cours pour le prolonger jusqu'en 2040
L'exploration a révélé un autre gisement majeur, mais gazier : Shah Deniz, découvert en 1999 au Sud de la péninsule. Ici aussi, BP est opérateur. Les réserves sont estimées en 2016 à 1 000 Gm3 (milliards de mètres cubes). Le gisement est très profond, à environ 6 000 mètres sous le plancher océanique. La phase 1 du développement, avec une production de 9 milliards de mètres cubes annuels destinée à la consommation intérieure du pays, est entrée en service en 2006. La phase 2 vise une production supplémentaire de 10 km3/an pour l'Europe et 6 pour la Turquie, mais est dépendante de la construction d'un gazoduc (projet TAP). En 2022, le champ gazier de Shah Deniz, en mer Caspienne, est estimé à 1 200 Gm3 et on estime le potentiel de l'Azerbaïdjan dans son ensemble à 2 600 Gm3. Il fournit l'essentiel du gaz azerbaïdjanais et est exploité par un consortium dont les principaux actionnaires sont BP (environ 30 %), des entités affiliées à l'État azerbaïdjanais (21 %) et la compagnie russe Lukoil (19,99 %).

### Exportations

Le pays est largement exportateur de pétrole.

Le pays n'ayant pas accès à l'océan mondial, il s'appuie sur un petit nombre de pipe-lines pour exporter son gaz comme son pétrole.
- L'oléoduc Bakou-Novorossiisk permet d'exporter via la Russie et la mer Noire.
- L'oléoduc Bakou-Soupsa ouvert en 1999 aboutit également en mer Noire, mais via la Géorgie. Sa capacité est limitée (145 000 bl/j).
- L'oléoduc Bakou-Tbilissi-Ceyhan, ouvert en 2005, d'une capacité d'un million de barils/jour, exporte vers la Méditerranée via la Géorgie et la Turquie, évitant la Russie et l'Arménie.

Des exportations de pétrole ont aussi lieu vers l'Iran. Bien que l'Iran soit un grand exportateur de pétrole, la géographie rend intéressant pour l'Iran d'importer du pétrole azéri pour alimenter le nord du pays : l'acheminement est plus facile que depuis les gisements iraniens situé le long du golfe persique. Pour chaque baril de pétrole azéri livré à l'Iran, un baril iranien disponible dans un port du golfe persique est cédé à l'Azerbaïdjan qui peut alors le vendre sur le marché mondial. Commencés en 1997, interrompus par la période de sanctions contre l'Iran, ces échanges ont repris en 2016.
En juillet 2022, la présidente de la Commission européenne se rend en Azerbaïdjan et obtient du président azerbaïdjanais, Ilham Aliyev, la promesse d'un doublement « en quelques années » le volume de gaz vendu à l'Europe ; l'objectif est d'atteindre 20 Gm3 (milliards de mètres cubes) par an à partir de 2027. En octobre, Ilham Aliyev, annonce que des consultations ont été entamées avec ses partenaires pour doubler les capacités du gazoduc transanatolien (TANAP), passant par la Turquie, et du gazoduc transadriatique (TAP), desservant la Grèce, l'Albanie et l'Italie. Le débit du TANAP, aujourd'hui limité à 16 Gm3 par an, passerait à 32 Gm3, et celui du TAP atteindrait 20 Gm3.

## Raffinage et distribution
L'unique raffinerie du pays, Heydar Aliyev Baku, a une capacité de 120 000 barils/jours, qui doit être étendue à 150 000 en 2018. La consommation du pays ne dépasse pas 100 000 barils/jour.

## Secteur électrique
Le pays produit environ 25 TWh en 2015. Les centrales au pétrole ont été remplacées ou converties en centrales au gaz naturel, ce dernier combustible fournit maintenant 93 % de l'électricité du pays, le reste provenant de quelques barrages. Le secteur électrique n'est pas ouvert à la concurrence.
Le potentiel technique de l'éolien en mer en Azerbaïdjan est estimé à 157 GW, dont 35 GW d'éoliennes fixes et 122 GW d'éoliennes flottantes.